# Рахматуллина, Зугура Ягануровна
Зугура́ Ягану́ровна Рахмату́ллина (баш. Зөһрә Йыһанур ҡыҙы Рәхмәтуллина) (род. 26 августа 1961, д. Нижние Лемезы, Башкирская АССР) — российский философ, государственный и политический деятель. Доктор философских наук, профессор; министр образования Республики Башкортостан (2004—2006); заместитель премьер-министра Правительства Республики Башкортостан; депутат Государственной думы Российской Федерации VI созыва (2011—2016); депутат Государственной думы Российской Федерации VII созыва (2016—2021).

## Биография

### Научно-преподавательская деятельность
В 1985 году с отличием окончила филологический факультет Башкирского государственного университета имени 40-летия Октября (ныне Уфимский университет науки и технологий) по специальности «русский язык и литература».
В 1985—1986 годах работала лаборантом, старшим лаборантом, инженером отдела Башкирского государственного университета (ныне Уфимский университет науки и технологий). 
В 1986—1991 годах училась в аспирантуре Башкирского государственного университета (ныне Уфимский университет науки и технологий). В 1991 году там же защитила диссертацию на соискание учёной степени кандидата философских наук по теме «Роль морали в формировании атеистических взглядов личности» (специальность 09.00.01 — диалектический и исторический материализм). 
В 1991—1996 годах — ассистент, старший преподаватель, доцент кафедры кафедры этики, эстетики и культурологии Башкирского государственного университета (ныне Уфимский университет науки и технологий). 
В 1996—1999 годах училась в докторантуре кафедры философии Башкирского государственного университета (ныне Уфимский университет науки и технологий). В 2000 году там же защитила диссертацию на соискание учёной степени доктора философских наук по теме «Традиция башкирского этноса как социокультурное явление: Философский анализ» (специальность 09.00.11 — социальная философия); научный консультант — доктор философских наук, профессор Б. С. Галимов.
В 2000 году — доцент кафедры философии, заведующая кафедрой культуры мира Башкирского государственного университета (ныне Уфимский университет науки и технологий). 
В 2000–2002 годах — заведующая кафедрой ЮНЕСКО Башкирского государственного университета (ныне Уфимский университет науки и технологий). 
В 2000—2004 годах — доцент, исполняющий обязанности заведующего, заведующая кафедрой, профессор кафедры этики, эстетики и культурологии Башкирского государственного университета (ныне Уфимский университет науки и технологий). 
В 2006—2010 годах — профессор и заведующая кафедрой этики, эстетики и культурологии факультета философии и социологии Башкирского государственного университета (ныне Уфимский университет науки и технологий). 
Действительный член Российской академии естественных наук.
Автор более 400 печатных работ, в том числе монографий и учебных пособий, по проблемам философии культуры и воспитания.

## Государственная и политическая деятельность
В 2004—2006 годах — министр образования Республики Башкортостан. 
В 2010—2011 годах — заместитель премьер-министра Правительства Республики Башкортостан. 
В 2011—2016 годах — депутат Государственной Думы VI созыва Федерального Собрания РФ, заместитель председателя комитета Государственной Думы по культуре. Избиралась депутатом от избирательного объединения Всероссийская политическая партия «Единая Россия». В 2016—2021 годах — депутат Государственной Думы VII созыва Федерального Собрания РФ, член комитета по делам национальностей. Избиралась по одномандатному избирательному округу — Белорецкий № 5. 
С 2011 по 2019 год, в течение исполнения полномочий депутата Государственной Думы VI и VII созывов, выступила соавтором 134 законодательных инициатив и поправок к проектам федеральных законов.
Член политической партии «Единая Россия».

## Семья
Замужем, есть дочь.

## Награды
- Медаль ордена «За заслуги перед Отечеством» II степени (26 августа 2016 года) — за активную законотворческую деятельность и многолетнюю добросовестную работу[5][6]
- Почётное звание «Заслуженный деятель науки Республики Башкортостан» (2006)
- Почётные грамоты Министерства образования и науки Российской Федерации (2009), Государственного Собрания — Курултая Республики Башкортостан (2011)
- Благодарность Правительства Российской Федерации (2013).